# Margarita Martirena

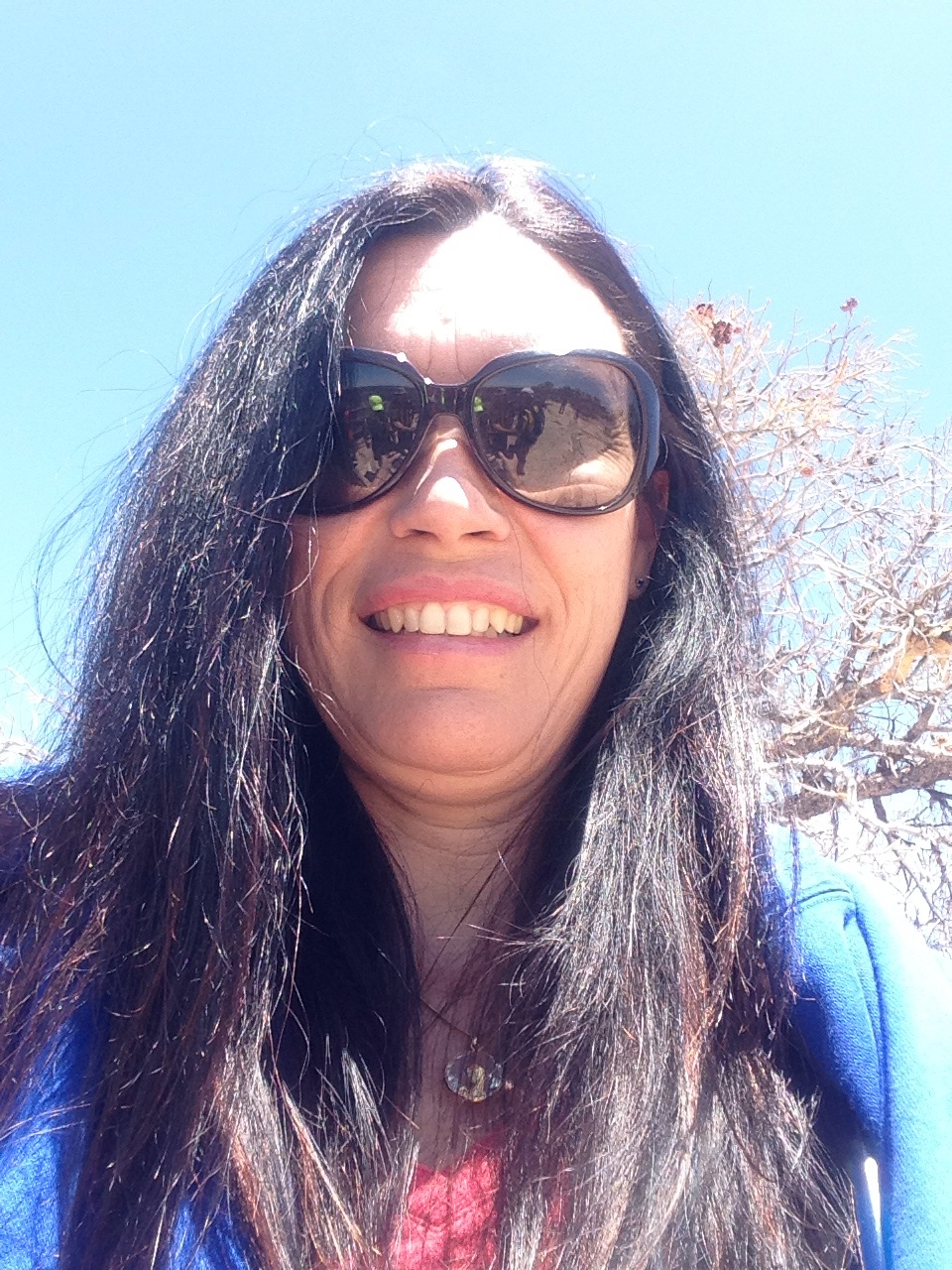
Margarita Martirena de vacaciones en Arizona 2013

Margarita Emilia Martirena Cal fue una corredora uruguaya desde 1982-1992. Resultó campeona sudamericana y logró el récord nacional de Uruguay de 4x100 y 100 metros llanos manual.

## Primeros años de vida
Margarita Emilia Martirena Cal nació el 6 de junio 1966 en Durazno, Uruguay. Ella era hija de un almacenero. Ella estudió en el Liceo Rubino. Ella se mudó a Montevideo en 1985 para estudiar Medicina en la Universidad de la República y entrenar atletismo.

## Trayectoria
Ella comenzó a correr por Club Sporting en 1982 y luego Defensor Sporting cuando el sporting y defensor se unieron. Su primera competencia internacional fue en Carracas en 1984 obteniendo medalla de plata en la posta 4x400 y bronce en la posta 4x100. Luego en Santa Fe Argentina salió campeona sudamericana juvenil en la posta de la 4x100 y 4x400. En 1986 fue campeona de posta 4x100 y 4x400 en los juegos ODESUR en Santiago de Chile. Ella también compitió en los juegos iberoamericanos en Sevilla en 1990 y salió tercera en la posta 4x100, obteniendo el récord absoluto nacional de posta. También tubo el récord nacional absoluto de 100 metros llanos en Montevideo con una marca de 11,7. Compitió en los Juegos Panamericanos en 1987 de Indianapolis y en 1991 en Habana.

## Vida personal
Martirena se retiró del atletismo en 1992. Se recibió de Doctora en Medicina en 1993 y se especializo en Anestesia. En el 1995 se casó y en 1998 migro as Estados Unidos. Se recibió de Anestesista en Baylor College of Medicine. Ahora ella es Anestesista en Estados Unidos en The Methodist Hospital en Houston Texas.

## Refrences
1. ↑  https://web.archive.org/web/20140222062235/http://www.defensorsporting.com.uy/home/centenario_sporting_decada80.php
2. ↑  Uruguayan records in athletics
3. ↑  «Copia archivada». Archivado desde el original el 27 de octubre de 2018. Consultado el 21 de febrero de 2014.

- Datos: Q15767868